# Charles Grenier
Pour les articles homonymes, voir Grenier (homonymie).
Jean Charles Marie Grenier, alias Charles Grenier, né le 4 novembre 1808 à Besançon et mort à Besançon le 9 novembre 1875, est un botaniste français.

## Biographie
Il effectue de brillantes études secondaires puis s'inscrit à l'école de médecine de Besançon où il obtient le titre de docteur en 1836.
Il passe l'été 1836 à Eaux-Bonnes et y fait la rencontre du pâtre-herboriste Pierrine Gaston-Sacaze. Ils garderont une relation épistolaire.
Il n'exercera jamais la médecine car il est nommé professeur d'histoire naturelle à l’école de médecine de Besançon dès l'année 1837. Il soutient une thèse sur la géographie botanique du département du Doubs. Ayant ainsi obtenu le grade de docteur ès sciences , il devint professeur de botanique à la création de la faculté des sciences de Besançon en 1845.
Il est l'auteur de travaux de phytogéographie sur le Jura, il est le co-rédacteur avec Dominique Godron de la Flore de France (la Grenier & Godron) éditée de 1847 à 1856.
Le frère Ogérien lui confia le soin de terminer et réviser le volume de botanique de l’Histoire naturelle du Jura et des départements voisins, après la mort de son rédacteur initial : Eugène Michalet.
Avant son décès en 1875, il lègue son herbier au Muséum national d'histoire naturelle de Paris.
Le International Plant Names Index lui attribue plus de 500 plantes dont il est l'inventeur, souvent avec Dominique Godron.
Il est le frère du général François Grenier.

## Publications
- Souvenirs botaniques des environs de Eaux-Bonnes, actes de la Société linnéenne de Bordeaux, t.9, 15 juin 1837
- Observations sur les genres Moenchia et Malachium, 1839, 8 p.
- Thèse de géographie botanique du département du Doubs, 1844
- Fragment de voyage botanique dans les Alpes du Dauphiné (1848), discours de réception à l'Académie de Besançon, 1849, 76 p.
- Florula Massiliensis advena: Florule exotique des environs de Marseille, extrait des Mémoires de la Société d’Émulation du département du Doubs, Séance du 13 juin 1857, Besançon : Dodivers, 1857
- Flore de la chaine jurassique
  - 1re partie : Dicotylées - Dialypétales, Paris : F. Savy & Besançon : Dodivers, 1865 .
- Flore de France: ou Description des plantes qui croissent naturellement en France et en Corse, avec Dominique Godron :
  - Tome 1, Paris : J.-B. Baillière, 1848 
  - Tome 2, Besançon : Sainte-Agathe aîne & Lyon : Charles Savy, 1850 
  - Tome 3, Paris : F. Savy, 1853